# Ломборг, Бьорн
Бьорн Ломборг (дат. Bjørn Lomborg; род. 6 января, 1965, Фредериксберг, Дания) — датский экономист, эколог, общественный деятель. Он является адъюнкт-профессором в Копенгагенской бизнес-школе, директором центра «Копенгагенский консенсус» и бывшим директором Института экологической оценки в Копенгагене. Он получил международную известность за свои книги, в которых он скептически расценивает современную политику борьбы с экологическими проблемами.

## Биография
Бьорн Ломборг родился 6 января 1965 года в датском городе Фредериксберге. Получил степень магистра по специальности «политология» в Орхусском университете и защитил докторскую диссертацию в Копенгагенском университете.
До 2005 года преподавал статистику в Университете Орхуса, после чего стал преподавателем Копенгагенской бизнес-школы. В 2002—2004 годах работал директором Датского национального Института экологической оценки.

## Публикации и общественная деятельность
Публиковал в научных журналах статьи по социологии, политологии и экономике. В 1990-е годы исследовал политологические и социологические вопросы в области выборов и государственного управления. Впоследствии переключил интересы на экологические и связанные с ними экономические проблемы.
В 1998 году написал книгу «Скептический эколог», в которой доказывал, что такие обсуждаемые в СМИ глобальные проблемы, как перенаселение, истощение нефтяных запасов, сокращение количества лесов, вымирание видов, нехватка воды и некоторые аспекты глобального потепления, не подтверждаются статистическими данными. Книга вызвала бурное обсуждение и жёсткую критику в адрес Ломборга со стороны энвайронменталистов.
В 2004 году Ломборг создал Копенгагенский консенсус — проект, посвященный решению глобальных проблем экономическими методами, в который вошло восемь известных ученых, в том числе нобелевские лауреаты Дуглас Норт, Роберт Фогель, Томас Шеллинг и Вернон Смит. Команда экономистов постаралась ответить на вопрос: «Если бы в мире было, скажем, лишних 50 миллиардов долларов на добрые дела, на что было бы лучше потратить эти деньги?» Ответом оказалась борьба со СПИДом. Это, по их мнению, важнейший приоритет, на которую следует потратить 27 миллиардов долларов, что позволит избежать более 28 миллионов новых случаев заболевания. Проект финансировался датским правительством до 2012 года, финансирование было прекращено после прихода к власти социал-демократов.
В 2007 году Ломборг выпустил книгу «Охладите! Глобальное потепление. Скептическое руководство» англ. Cool It: The Skeptical Environmentalist's Guide to Global Warming, где рассмотрел проблему глобального потепления с позиций климатического скептицизма. Её перевод на русский язык вышел в 2008 году.
Ломборг считает, что Киотский протокол принесет больше вреда, чем пользы. Ссылаясь на данные Межправительственной группы экспертов по изменению климата при ООН (IPCC), Ломборг утверждает, что протокол в его нынешнем виде отодвинет глобальное потепление всего на 7 дней. Даже если к протоколу присоединятся абсолютно не желающие этого делать США и Китай, а правила будут ужесточены, повышение температуры не удастся отложить больше чем на пять лет.
При этом борьба с потеплением обойдется человечеству в триллионы долларов. Ломборг предлагает тратить эти деньги на другие проекты: бороться со СПИДом и малярией, обогащать продукты питания микроэлементами, строить гидротехнические сооружения, увеличивать производство кондиционеров и помогать развивающимся странам.

Мы очень много слышим о глобальном потеплении в новостях. Каждый раз, когда по телевизору показывают ураганы и цунами, речь заходит об изменении климата и о глобальном потеплении. Мы слышим очень много о климате и забываем, что в мире есть огромное количество других проблем. Вот только один пример. Киотский протокол стоит 150 миллиардов долларов в год. При этом, по оценкам ООН, за половину этой суммы, то есть за 75 миллиардов долларов в год, можно решить все основные мировые проблемы, начиная от снабжения людей чистой питьевой водой и заканчивая образованием и медицинской помощью.

В целом Ломборг критикует алармистские настроения и считает, что страх перед экологической катастрофой искусственно раздут и не имеет под собой серьёзных оснований. На самом деле, утверждает Ломборг, положение не ухудшается, а улучшается, рост населения земного шара приостановился, пройдя свой пик, сельское хозяйство хорошо справляется со своими задачами, загрязнение воздуха снижается, леса вовсе не исчезают, уменьшение популяции тех или иных видов животных носит естественный, циклический характер, и даже глобальное потепление имеет не столь угрожающий характер, как это рисуют некоторые специалисты и вторящие им журналисты.
При этом он полагает, что затраты на борьбу со всемирным потеплением представляют собой бессмысленные, неэффективные и необоснованные расходы. По его мнению, 50-кратный рост ассигнований на разработку технологий получения энергии без выброса углекислого газа составит в несколько раз меньшую сумму, чем затраты на глобальный договор по сокращению выбросов.

## Факты личной жизни
Ломборг гей и вегетарианец. Как общественный деятель принимал участие в информационных кампаниях о гомосексуальности в Дании.

## Критика и обсуждение взглядов
Оппоненты Ломборга сравнивают его с отрицателями Холокоста и намекают на то, что его спонсирует нефтяное лобби. Ломборг в ответ утверждает, что берёт деньги только от датского правительства. В основном оппоненты замечают, что Ломборг в своих работах не учитывает худшие варианты развития событий.
После публикации книги «Скептический эколог» ряд учёных подали заявление в Датский комитет по научной недобросовестности (DCSD) с обвинением Ломборга в подтасовке фактов. Критиков особенно раздражал тезис Ломборга, что некоторые экологи сознательно замалчивают новости об улучшении природы и климата, чтобы поддерживать панические настроения среди политиков и таким образом обеспечивать себе финансирование. 7 января 2003 года DCSD обнародовал решение, в котором жалобы были признаны обоснованными.
Однако Ломборг опротестовал это решение в Министерстве науки, технологии и инноваций Дании, которое осуществляет надзор за деятельностью DCSD. 17 декабря 2003 года Министерство отменило решение, принятое DCSD, как необоснованное и предложило Комитету ещё раз рассмотреть этот вопрос. 12 марта 2004 года DCSD принял решение не рассматривать в дальнейшем этот вопрос.
Однако часть оппонентов не согласилась с этим выводом и продолжила критику Ломборга, в частности, в 2004 году Кейр Фог (дат. Kåre Fog) создал сайт «Ошибки Ломборга». Журнал Scientific American подверг книги Ломборга резкой критике, а журнал The Economist выступил в его защиту.

## Награды и признание
- В ноябре 2001 года Ломборг был выбран «Лидером будущего» на Всемирном экономическом форуме[7].
- В июне 2002 года журнал BusinessWeek назвал имя Ломборга в числе одного из «50 Звезд Европы» (17 июня). Журнал отметил, что «независимо от того, что люди думают о его взглядах, никто не отрицает, что Бьорн Ломборг потряс экологическое движение до самого основания»[11].
- В 2004 году журнал Тайм включил Ломборга в число 100 самых влиятельных людей в мире[17].
- В 2007 году британская газета Гардиан назвала Ломборга одним из «50 человек, которые могли бы спасти планету»[18].

### На русском языке
- Бьорн Ломборг. Охладите! Глобальное потепление. Скептическое руководство = Cool It: The Skeptical Environmentalist's Guide to Global Warming / Т. Пасмуров. — Питер Пресс ООО, 2008. — 202 с. — (Мировой бестселлер). — 4000 экз. — ISBN 978-5-388-00065-1.